# Калао сірощокий
Калао сірощокий (Bycanistes subcylindricus) — вид птахів родини птахів-носорогів (Bucerotidae).

## Поширення
Вид поширений у Західній та Центральній Європі. Мешкає в перехідних зонах між вічнозеленими лісами та вторинними лісами.

## Опис
Це помірно великий птах, завдовжки 60-70 см. Вага варіюється від 1078 до 1525 г у самців і від 1000 до 1250 г у самиць. Голова, шия, передня частина грудей і спина самця глянцево-чорні. Пір'я на щоках і біля основи дзьоба покриті сірим кольором. Спина, верхні і нижні криючі хвоста, живіт і стегна білі. Груди чорні. З хвостових пір'їн середня пара чорна, решта білі з широкою чорною центральною смугою. Вторинні та внутрішні первинні білі з чорною основою. Дзьоб і шолом темно-коричневі з великою кремовою плямою на передній половині шолома. Сам шолом порівняно високий і має форму перевернутого ножа. Неоперена шкіра навколо очей сіруватого кольору. Очі червоні, ноги і ступні чорні.
Самиця за оперенням нагадують самців, але залишаються меншими і мають менш розвинений дзьоб. Неоперена шкіра навколо очей блідо-рожева, очі карі.

## Підвиди
- B. s. subcylindricus (Філіп Склейтер) — поширений від Сьєрра-Леоне, Ліберії та Кот-д'Івуару до дельти Нігеру (західна Нігерія);
- B. s. subquadratus Cabanis e Schütt — широко поширений в Нігерії (на схід від річки Нігер), Камеруні, Центральноафриканській Республіці, Південному Судані, на півночі і сході ДР Конго, Уганді, в Кенії і Танзанії, в північно-східній Анголі.